# 费万帕法尔
费万帕法尔（法語：Febvin-Palfart）是法国北部-加来海峡大区加来海峡省的一个市镇，属于圣奥梅尔区福康贝格县。该市镇2009年时的人口为600人。

## 人口
费万帕法尔人口变化图示
| 数据来源：INSEE |